# Rott (Landsberg)
Rott este o comună din districtul Landsberg am Lech, regiunea administrativă Bavaria Superioară, landul Bavaria, Germania. Deoarece există mai multe locuri și localități cu acest nume, atunci când este necesar se precizează astfel: Rott (Landkreis Landsberg) - Rott din districtul rural Landsberg.